# پل کلاتسل
پل کلاتسل (انگلیسی: Paul Glatzel؛ زادهٔ ۲۰ فوریهٔ ۲۰۰۱) بازیکن فوتبال است.
وی همچنین در تیم‌های ملی فوتبال England national under-15 football team, England national under-16 football team، و جوانان آلمان بازی کرده‌است.